# Distrito de Comas
El distrito de Comas es uno de los cuarenta y tres distritos que conforman la provincia de Lima, ubicada en el departamento homónimo, en el Perú. Limita al norte, con el distrito de Carabayllo; al este, con el distrito de San Juan de Lurigancho; al sur, con el distrito de Independencia; y al oeste, con los distritos de Los Olivos y Puente Piedra.

## Historia

### Historia antigua y colonial
En el valle de Carabayllo, parte baja del río Chillón, existió un extenso señorío llamado Culli, Colli o Collec, más castellanizado como Collique. Según Fray Domingo de Santo Tomás, el término colliruna significa diligente, y para Diego Gonzáles Holguín, Kulliruna es de "mucho brío y esfuerzo por el trabajo, diligente e incansable".
Período intermedio temprano (400 a. C. - 650 d. C.)
Se cuenta que durante este período, los Yungas de la costa dominaban la sierra, antes de la migración emprendida por los Yauyos. Estos adoradores del Dios Pariacaca libran feroces combates contra los Colli, adoradores del Dios Wallallo. Los sobrevivientes se ven obligados a huir en diferentes direcciones, abandonando sus posesiones en la sierra, algunos de los cuales se refugiaron en el actual pueblo de Carabayllo.
De allí, que en algunas historias sobre Comas se hable de la formación del Señorío de Carabayllo y Urín (bajo) Carabayllo, y su capital el pueblo de Copacabana (después hacienda Copacabana). En estas regiones se ubicaron dos fuertes militares, el primero en el cerro Choquen y el segundo en el cerro Collique.
Además, se hace referencia a la mitología andina, para señalar que el Dios Pariacaca era una divinidad de las lluvias torrenciales, de los huaycos. Y que la conquista de los habitantes Yungas se logró por medio de las llocllas o torrenteras tan frecuentes, y amenazadoras en las quebradas y valles andinos. Asimismo, asustaron a los Yungas, a los de la costa, que si no veneran al Dios Pariacaca dejarían de procrearse.
Período horizonte medio (600 - 1000 d. C.)
A partir del año 600, la influencia Huari se siente en el área andina y se manifiesta en la costa central en sitios como Pachacámac, Cajamarquilla y Chancay. En el valle del Chillón, hasta la fecha no se ha podido encontrar un centro administrativo y religioso de la magnitud de Cajamarquilla. Lo que podría interpretarse, quizás como un control indirecto del valle.
Período intermedio tardío (1000 - 1476 d. C.)
Para este periodo, el extenso Señorío de Colli comprendía desde el litoral hasta la actual Santa Rosa de Quives, límite desde el cual comenzaban las posesiones de los Canta. Ambos señoríos vivían en constante guerra por la tenencia de los cocales de Quives; no obstante, los Colli siempre lograron rechazar los ataques enemigos protegidos en su imponente fortaleza, donde según fuentes etnohistóricas, contaban con extensos campos de cultivo y dos manantiales de agua que les permitía resistir el cerco prolongado del enemigo o burlar la desviación del cauce del río, estrategia utilizada frecuentemente por los serranos. Las posesiones del señor Colli no se limitaban al actual valle del Chillón, sino que en algún momento de la historia ocuparon por la fuerza parte del valle del Rímac. Su estructura política comprendía varios curacazgos de menor jerarquía sujetos al señor principal o Collicápac.
Período horizonte tardío (1476 - 1532 d. C.)
La relación estable entre costeños y serranos que caracterizó la última fase del periodo anterior, se vio truncada con la presencia del ejército inca al mando de Túpac Yupanqui.
El Collicápac, que había resistido las constantes arremetidas de los Yauyos (canteños y chacllas), ofreció resistencia a la nueva agresión serrana con la ayuda de otros curacas, entre ellos el de Quivi, pese a lo cual fueron derrotados los yungas. El Collicápac fue muerto y sus ejércitos casi aniquilados. Poco después, el soberano de Quivi, Chaume Caxa, fue acusado de conspiración contra el inca y conducido preso al Qosqo, por Apo Yupanqui, donde fue ejecutado. La represión en Quivi fue sangrienta, todos los hombres fueron asesinados, quedaron sólo las mujeres y los niños.
Impuesto el dominio de Qosqo en el valle, los incas proceden a reorganizar el señorío instalando mitimaes de otras naciones, como el caso de los chacllas y los cantas, a quienes se les dio posesión de los cocales de Quivi. Asimismo, fue impuesto como soberano el Yanacón Yanayacu, quien formó una nueva dinastía.
Así, los colli, que en tiempos remotos sufrieron una derrota aplastante frente a los yauyos, fueron duramente castigados por la expansión incaica y quedaron eliminados para fines del siglo XVI, antes de la llegada de los españoles. En 1586, del antiguo señorío de Colli no quedaba más que el curaca Hernando Nácar, los jóvenes Francisco Nácar, Rodrigo Asmat, y el anciano Alonso Cuy Cuy, quien declaró haber visto en su juventud "600 indios en Collique", sin embargo, antiguamente "había tantos que no se contaban por ser muchos".
Los antiguos pachacas de los Colli, mencionados en la visita de Martínez de Rengifo son: Chuquiruro, Caxa Chumbi, Vilca Tanta, Vilca Chumbi, Chumbi Guarco, Chumbi Tanta, Garua Guanco, Garua Chumbi, chinchi Yauga y Chuqui Tanta.
Este dato es importante toda vez que la etimología de las voces, indiscutiblemente quechua, indica el idioma utilizado por los Colli.

### Historia republicana y contemporánea
Al final de la época colonial, cuando se escuchaban los clarines de la guerra por la independencia, los terratenientes criollos que poseían las tierras de Carabayllo, hacen eco las aspiraciones independentistas. Tal es el caso del Marqués de Valle Umbroso (propietario de la hacienda Chuquitanta), del Marqués de la casa Dávila (propietario de la hacienda Naranjal) y el Marqués de Montemira (dueño de las haciendas Chacra Cerro y Pro); este último fue alcalde del cabildo de Lima y estuvo con San Martín el día de la proclamación de la independencia.

Debido a su participación, los hacendados lograron que el libertador Simón Bolívar creara el distrito de Carabayllo, que comprendía los valles de Bocanegra, Carabayllo Bajo y Alto. El distrito nacía en la portada de guía hasta el caserío de Puente Piedra. Los descendientes de los hacendados se mantuvieron como propietarios de los latifundios y prosiguieron explotando a los campesinos y esclavos. Esto se mantuvo a lo largo del siglo XIX, por lo que gran porcentaje de los esclavos se vieron obligados a comprar su libertad con su trabajo. En la segunda mitad del siglo pasado, los pocos esclavos que quedaron, se beneficiaron tardíamente con la obra de Ramón Castilla, quien pasó a la postre como libertador; no obstante, había sólo aceptado algo que la nueva realidad social y la lucha de los esclavos había impuesto.

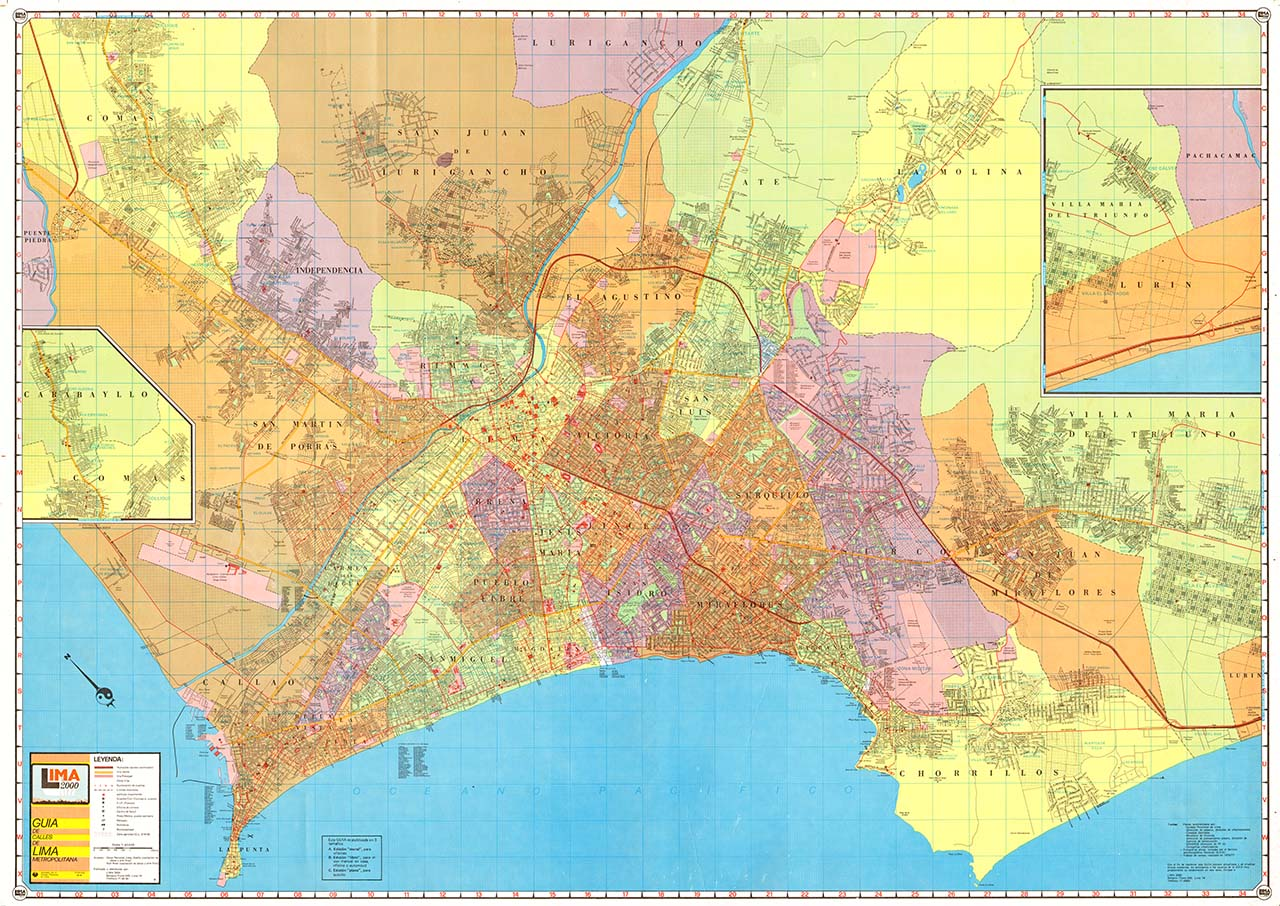
El distrito de Comas en el plano de Lima Metropolitana de 1977.

Comas fue una de las primeras invasiones organizadas, que comenzaron a poblar la periferia de Lima Metropolitana. El primer pueblo joven fue "Villa Clorinda de Málaga de Prado", nombre de la esposa del entonces presidente, Manuel Prado Ugarteche. Fue fundado el 13 de diciembre de 1958, con el nombre de "La Perla de Comas". Sus fundadores fueron solo 25 parejas, que llegaron en la madrugada, algunos con sus hijos. Luego, se formaron los pueblos jóvenes de "Rosa de América", "La Libertad", "Señor de Los Milagros" y "El Carmen". El 12 de diciembre de 1961, mediante Decreto Ley N.º 13757, se crea el distrito de Comas, segregándose del distrito de Carabayllo, con su capital en el barrio de La Libertad.

«Por el norte, con la Hacienda Caudivilla, siguiendo parte del río Chillón, hasta el puente del mismo nombre; por el oeste, del puente Chillón, siguiendo la carretera Panamericana Antigua, hasta Repartición; por el sur, la intersección de la mencionada carreterera Panamericana Antigua y la de Canta; y por el este, una línea imaginaria que une las crestas de los cerros Cauvidilla, Tambo Caudiville, El Carme, Santa Cruz, Santa Rosa, Portocuelo y Repartición, en dirección casi paralela a la carretera Lima-Canta, entre los kilómetros 19 al 8»
Ley 13757, Congreso de La República 

En 1963, se produjo un recorte territorial, debido a la creación del distrito de Independencia. El gobierno de Belaúnde reubicó a algunos pobladores de la Pampa de Cueva, donde se originó el distrito de Independencia. Los nuevos colonos fueron establecidos en los sectores de la Pampa de la Repartición, un asentamiento humano denominado más tarde como Tahuantinsuyo, que en ese entonces, aún pertenecía al distrito de Comas. Sin embargo, esto cambia el 16 de marzo de 1964, cuando el asentamiento se integra al naciente distrito de Independencia, cortando una parte del territorio de Comas.

## Geografía y límites distritales

### Ubicación
El distrito de Comas está ubicado en Lima Norte. Cuenta con una superficie de 48.75 km² y su altitud media es de 140 m s.n.m.

### Límites
Limita al norte, con el distrito de Carabayllo; al este, con el distrito de San Juan de Lurigancho; al sur, con el distrito de Independencia; y al oeste, con los distritos de Los Olivos y Puente Piedra.
| Noroeste: Distrito de Puente Piedra                          | Norte: Distrito de Carabayllo  | Nordeste: Distrito de San Juan de Lurigancho |
| Oeste: Distrito de Los Olivos                                |                                | Este: Distrito de San Juan de Lurigancho     |
| Suroeste: Distrito de Los Olivos / Distrito de Independencia | Sur: Distrito de Independencia | Sureste: Distrito de San Juan de Lurigancho  |

### Territorio
Geográficamente, se pueden apreciar tres grandes zonas:
| ZONA              | CARACTERÍSTICAS |
| ----------------- | --- |
| Comas Río Chillón | Zona mayormente rural con chacras, granjas y clubes campestres |
| Comas Bajo        | Zona comercial, mezcla de viviendas medianos recursos económicos, y comprende las principales avenidas del distrito.                                                                   |
| Comas Alto        | Zona de menores recursos económicos, calles empinadas, numerosos asentamientos humanos, ubicada en las faldas de los cerros y montañas que forman parte de la cordillera de los Andes. |

## División Administrativa
El cuadro muestra el centro poblado que pertenece al distrito de Comas.
| Centro Poblado | Tipo de Centro Poblado |
| -------------- | ---------------------- |
| La Libertad    | Urbano                 |

## Conflictos limítrofes

### Conflicto con San Martín de Porres

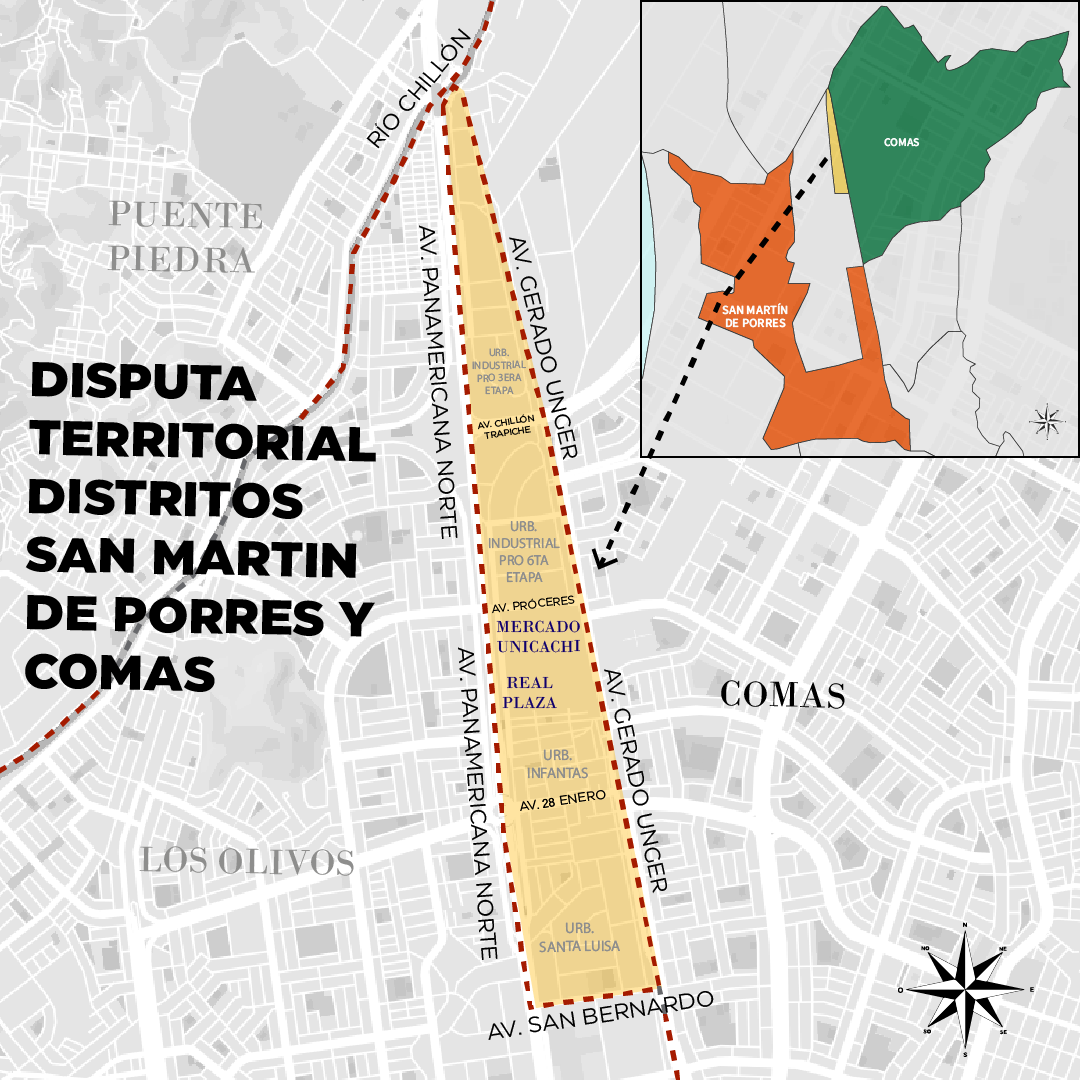
Zona en conflicto territorial entre los distritos de San Martín de Porres y Comas.

En 1989, debido al recorte territorial del distrito de San Martín de Porres por la creación del distrito de Los Olivos, la zona de forma triangular de 1.28 kilómetros cuadrados, parte de la antigua zona industrial que está delimitada por las avenidas San Bernardo, Panamericana Norte y Túpac Amaru / Gerardo Unger, hasta la ribera próxima del río Chillón, y conformada por las urbanizaciones como Santa Luisa, Santa Rosa de Infantas, Pro Industrial IV y IX Sector III Etapa; el asentamiento humano Municipal N.º 02; y las asociaciones de vivienda José de San Martín, José Carlos Mariátegui y San Miguel, se convirtió en un zona en litigio entre Comas y San Martín de Porres.
La posición del distrito de Comas, es que debido a la creación de Los Olivos, el área en litigio le correspondería ser anexada por quedar fuera de la continuidad territorial de San Martín de Porres. Por otro lado, el distrito de San Martín de Porres sostiene que la ley de creación de Los Olivos no detalla ninguna cesión territorial a Comas o Independencia, además de no haber sido un pedido expreso de los residentes. Asimismo, resalta que la ley de creación del distrito de Comas (Ley N.° 13757) marca sus límites en la antigua Panamericana Norte, hoy avenida Túpac Amaru / Gerardo Unger.
El conflicto alcanza también el sistema de tributación municipal; puesto que, los comercios medianos y pequeños tributan en ambas municipalidades, sin embargo, las urbanizaciones y el Real Plaza Pro tributan en San Martín de Porres. En 2011, en la zona de la Primera de Pro, la Municipalidad de Lima recuperó una vía del uso de comercio ambulatorio. Posteriormente, los municipios de Comas y San Martín de Porres se disputaron el destino del futuro proyecto, al colocar nuevas áreas verdes. En 2015, el alcalde de Comas, Miguel Saldaña, señaló la posición de su distrito de aclarar el conflicto limítrofe con San Martín de Porres en un plazo cercano.
En 2017, la Municipalidad de San Martín de Porres y la Policía Nacional desalojaron a comerciantes ambulatorios en la cuadra 17 de la avenida Alfredo Mendiola cerca al Real Plaza Pro. Meses después, inició la construcción del proyecto inmobiliario Feliciti en la autopista Chillón Trapiche, en el cual figura su permiso de construcción en San Martín de Porres. En abril de 2018, se produjo un incendió en un depósito de llantas en un terreno de propiedad de la Municipalidad de San Martín de Porres, en intersección de la avenida A con Bolognesi en la zona de Pro Industrial. Según la MDSMP, el depósito habría sido invadido en 2003 por una empresa de llantas con licencia en Comas y el incendio provocado. Al día siguiente, la municipalidad de Comas informó que apoyó a controlar el incendio con el cuerpo de Bomberos del Perú y que el terreno está ubicado en San Martín de Porres.

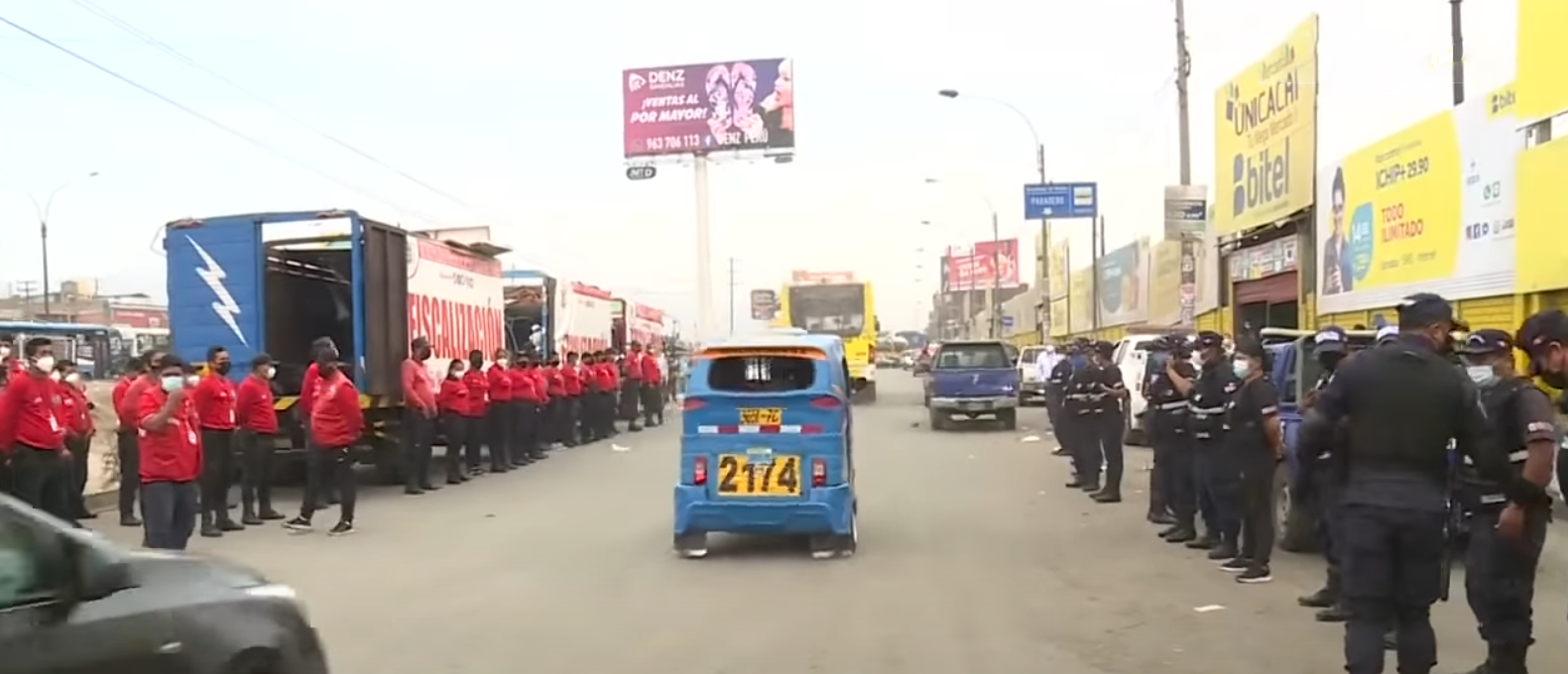
Serenos de Comas y San Martín de Porres, enfrentados por el Mercado Unicachi Pro.

En 2020, se registró un enfrentamiento entre los agentes de serenazgo de San Martín de Porres y Comas por la intervención al Mercado Unicachi Pro debido al incumplimiento de medidas de bioseguridad en la Pandemia del COVID, posteriormente, se presentaron como mediadores representantes del Ministerio Público. En julio de 2021, la Plaza Miguel Grau de Infantas recibió el busto del almirante en un proyecto en conjunto de la Marina de Guerra y la MDSMP. En octubre del mismo año, la Municipalidad de San Martín de Porres y el Real Plaza Pro, ubicado en el área de conflicto, formalizaron un acuerdo de donación de la empresa privada a este distrito.
En 2022, se inició la construcción del depósito vehicular de la Municipalidad de San Martín de Porres, en la zona de Trapiche. En 2023, se celebró los 64 años de fundación del Pueblo de Infantas con la presencia de los dirigentes vecinales y el alcalde sanmartiniano, Hernán Sifuentes. Meses después, se remodeló la Alameda Infantas, ubicada en la avenida Gerardo Unger, por la MDSMP y el programa Lurawi Perú. En octubre de 2023, se retiró a comerciantes ambulatorios frente al Mercado Unicachi Pro, en la zona en disputa, por la Policía Nacional y personal de la MDSMP. En la zona se encuentran la Casa Hacienda de Infantas y la Agencia Municipal Infantas en la urbanización Santa Luisa, ambas administradas por la Municipalidad de San Martín de Porres.
Actualmente, no existe una solución definitiva por el Instituto Metropolitano de Planificación, Municipalidad Metropolitana de Lima, Presidencia del Consejo de Ministros, ni el Congreso de la República.

### Conflicto con Carabayllo
Los distritos de Comas y Carabayllo disputan la urbanización Tungasuca y la zona de Trapiche. Según el exalcalde de Comas, Miguel Saldaña, la Municipalidad de Carabayllo incluye estas zonas en sus planos.

### Conflicto con San Antonio de Chaclla
Las provincias de Lima y Huarochirí tienen una zona en conflicto, que involucran principalmente a los distritos de San Antonio de Chaclla, San Juan de Lurigancho y de forma secundaria al distrito de Comas, en las zonas de estribaciones andinas. La resolución del tema será mediante expediente técnico o se planteará una consulta popular.
| Noroeste: Distrito de Puente Piedra                                                                 | Norte: Distrito de Carabayllo (zona disputada) | Nordeste: Distrito de San Antonio de Chaclla (límite disputado con San Juan de Lurigancho) / Distrito de San Juan de Lurigancho (límite jurídico) |
| Oeste: Distrito de Los Olivos (límite jurídico) / Distrito de San Martín de Porres (zona disputada) |                                                | Este: Distrito de San Juan de Lurigancho |
| Suroeste: Distrito de Los Olivos / Distrito de Independencia                                        | Sur: Distrito de Independencia                 | Sureste: Distrito de San Juan de Lurigancho |

## Comeños notables
- Edison Flores: futbolista profesional, milita en el Club Universitario de Deportes. Además, desde 2016, es integrante de la selección peruana. Nació y creció en la zona de Collique. Es el primer y único comeño hasta la fecha, en jugar una Copa Mundial de Fútbol.
- Nelson Cabanillas: futbolista profesional, formado en la Academia Chumpitaz de Trapiche. Actualmente, milita en el Club Universitario de Deportes, con el que se consagró campeón nacional.
- Magdyel Ugaz: reconocida actriz, protagonista de series como Así es la vida y Al fondo hay sitio, nació y creció en la urbanización El Retablo, donde aún reside su familia.
- Nekroos: rapero y freestyler, ganador de la God Level 3 vs 3 en 2019, junto a Jaze y Choque. Actualmente, participa en la fms Perú con los mejores 10 raperos del país.
- Carmencita Lara: cantante de valses, vivió más de cinco décadas en el distrito. Su peña "El Cañaveral" se encuentra ubicada en la avenida Los Cipreses 297, urbanización Repartición. Fue profesora de canto en el colegio Estados Unidos del distrito de Comas.
- Johnny Orosco: fallecido cantante de cumbia, mítico líder del Grupo Néctar, nació y vivó durante toda su vida en Collique. Esa misma calle hoy lleva su nombre.
- Deyvis Orosco: cantante de cumbia, hijo del fallecido Johnny Orosco, es el actual líder del Grupo Néctar. Vivió gran parte de su vida en Collique. Su familia aún vive en la calle que ahora lleva el nombre de su padre.
- Plutonio de Alto Grado: banda juvenil de Rock Alternativo. PAG es considerada como la banda de rock más representativa del distrito de Comas, por su popularidad y sus hitos alcanzados. La banda es originaria del km 11 y siempre recalca su origen como parte de su historia. Son considerados como la nueva promesa del rock peruano según la prensa nacional e internacional.

## Educación
Educación Primaria y Secundaria
Al ser un distrito muy poblado, cuenta con más de cincuenta instituciones educativas, las cuales son las siguientes:
- 3060 Alfonso Ugarte Bernal
- Andrés Avelino Cáceres Dorregaray
- Carlos Wiesse
- 8170 César Vallejo
- Comercio 62 Almirante Miguel Grau
- Coronel José Gálvez
- 2075 Cristo Hijo de Dios
- El Amauta
- Estados Unidos
- Estado (República) de Israel
- Esther Festini de Ramos Ocampo
- Fe y Alegría 10
- Fe y Alegría 11
- Fe y Alegría 13
- 3069 Franz Tamayo Solares
- 8181 Héroes del Alto Cenepa
- 2038 Inca Garcilaso de la Vega 2038
- Jesús Obrero
- 2031 José Valverde Caro
- 2048 José Carlos Mariategui
- José Marti
- 3061 Jorge Chávez Dartnell
- Juan Pablo Vizcardo y Guzmán
- La Alborada Francesa
- María de Jesús Espinoza
- IE 054
- Peruano Suizo
- 2086 Perú Holanda
- Presentación de María 41
- 2055 Primero de abril
- Ramón Castilla
- IE 2047 Libertad
- IE 370 Virgen de la Puerta
- IEP Ivan Pavlov
- Santo Tomas
- 3047 República de Canadá
- 2040 República de Cuba
- 2085 San Agustín
- San Carlos
- 2049 San Felipe
- 3068 San Judas Tadeo
- San Martín de Porres
- Santa Rosa 3076
- 2022 Sinchi Roca
- 3066 Señor de los Milagros
- 3082 Señor de los Milagros
- Simón Bolívar 2026
- 3065 Virgen del Carmen
- 2060 Virgen de Guadalupe
- 3055 Túpac Amaru
- 3064 Colegio Rojo
- 2072 L.S. Vigotsky

Es importante resaltar, que si bien el distrito cuenta con muchos centros educativos públicos, existe una escasez de bibliotecas y una gran cantidad de escuelas privadas.
Eventos culturales
Comas se caracteriza por realizar diversas actividades artísticas y culturales destacando: Festival Internacional de Danza "En Movimiento", FITECA - Fiesta Internacional de Teatro en Calles Abiertas. P.J. La Libertad; FICCA - Festival Internacional Cultural del Carmen y FIETPO - Festival Itinerante y Encuentro de Teatro Popular en julio, El FIAE Festival Internacional de Artes Escénicas en septiembre, Festimuñecomas en octubre y Festival Arte Total de Comas para el Mundo en octubre.
Con motivo de la celebración de la independencia del Perú, en el distrito se organiza cada año un desfile escolar, que acoge a todas las instituciones educativas del municipio.
Asimismo, el distrito de Comas es conocido como la capital cultural de Lima Norte.

## Demografía
Actualmente, la población se ha multiplicado llegando a ser aproximadamente 592,760 habitantes según INEI (2014).

## Autoridades

### Municipales
| Cargo    | Autoridad electa                 | Partido político | Partido político         |
| -------- | -------------------------------- | ---------------- | ------------------------ |
| Alcalde  | Ulises Beltrán Villegas Rojas    |                  | Somos Perú               |
| Regidora | Carmen Mónica Acuña Jara         |                  | Somos Perú               |
| Regidor  | Hershel Aguilar Cabrera          |                  | Somos Perú               |
| Regidora | Hilda Rosa Ayales Salas          |                  | Somos Perú               |
| Regidora | Alejandrina Carranza Noriega     |                  | Somos Perú               |
| Regidora | Lila Celestino Fabian            |                  | Somos Perú               |
| Regidor  | José Paulino Damacen Díaz        |                  | Somos Perú               |
| Regidor  | Antonio Wilder Domínguez Vásquez |                  | Somos Perú               |
| Regidor  | Víctor Manuel Mantilla Serpa     |                  | Somos Perú               |
| Regidora | Gloria María Palomino Palomino   |                  | Somos Perú               |
| Regidora | Rosa Lidia Corzo Saldarriaga     |                  | Alianza para el Progreso |
| Regidor  | Saúl César Tineo Reyes           |                  | Alianza para el Progreso |
| Regidora | Julia Katherine Panduro Tapia    |                  | Podemos Perú             |
| Regidora | Mirelly Cristina Minaya Muñoz    |                  | Frente de la Esperanza   |
| Regidor  | Yenson Elmer Cornejo Milla       |                  | Renovación Popular       |
| Regidor  | Luis Alberto Pacheco Marcelo     |                  | Avanza País              |

Salario de los cargos públicos
En la resolución Nº1219-2011 de la alcaldía de Comas, se expone lo que percibe como remuneración el alcalde y los regidores:
| Cargo     | Salario                                               |
| --------- | ----------------------------------------------------- |
| Alcalde   | S/. 13,260 (doce mil doscientos sesenta nuevos soles) |
| Regidores | S/. 3,045 (tres mil cuarenta y cinco nuevos soles)    |

Sede de la Municipalidad
La sede de la Municipalidad de Comas se encuentra en la avenida España, urbanización La Libertad (Plaza de Armas S/N km 11).

## Economía
Presupuesto de Gasto Municipal
En 2012, el presupuesto del distrito de Comas era de S/ 62 381 500.
Según el Plan Operativo Institucional de la Municipalidad de Comas, el presupuesto del distrito en 2013 fue de S/ 65 630 220.
Según la estructura funcional programática, se gastaron los recursos económicos de la siguiente forma:
| Concepto del gasto                              | Cuantía del gasto |
| ----------------------------------------------- | ----------------- |
| Planeamiento, gestión y reserva de contingencia | S/ 30 636 154     |
| Orden público y seguridad                       | S/ 2 582 301      |
| Ambiente                                        | S/ 16 555 476     |
| Vivienda y desarrollo urbano                    | S/ 1 614 512      |
| Salud                                           | S/ 258 068        |
| Protección social                               | S/ 12 725 555     |
| Previsión social                                | S/ 1 258 154      |
| Total                                           | S/ 65 630 220     |

Morosidad
Con respecto al incumplimiento del pago del impuesto predial y de los arbitrios, la tasa de morosidad supera el 80 %.
Informalidad
Según el Plan Operativo Institucional del 2013 de la Municipalidad de Comas, la informalidad en el sector comercio es una característica preponderante, ya que solo el 48,8 % de las MYPES, cuenta con licencia de funcionamiento definitiva.

## Seguridad

### Comisarías de Comas
- Comisaría PNP Santa Isabel: ubicada en el distrito de Carabayllo.
- Comisaría PNP Collique
- Comisaría PNP La Pascana
- Comisaría PNP Túpac Amaru
- Comisaría PNP Universitaria
- Comisaría PNP Santa Luzmila

Comisarías especializadas
- Comisaría PNP De La Familia Collique

Inseguridad
Según las estadísticas, la percepción de inseguridad ciudadana se ha incrementado. En 2012, la percepción superó el 80 %, según Encuesta de Hogares sobre Victimización 2012-INEI.
Y además según cinco comisarías de Comas y sus juntas vecinales, en los siguientes seis puntos se presentan los delitos más recurrentes:
- En Carmen Alto (en toda la avenida Belaúnde Este y a la altura del kilómetro 13 de la avenida Túpac Amaru).
- En La Balanza - La Libertad (en la avenida Puno y a la altura del kilómetro 11 de la Túpac Amaru).
- En Collique (toda la avenida Revolución).
- En Pro (zona ubicada en el cruce de las avenidas Los Próceres y la carretera Panamericana Norte).
- En Retablo 2 (en el cuadrante que corresponde a las avenidas Víctor Andrés Belaúnde, León Pinelo, Guillermo La Fuente y Universitaria).
- En La Pascana (entre las avenidas Micaela Bastidas y Túpac Amaru).

Según el coronel de la PNP y comisario de Túpac Amaru, en esos lugares hay pandillas que realizan robos al paso y atracos a cualquier hora del día. Atrás no se queda la venta de drogas.

### Compañía de Bomberos
La Compañía de Bomberos Voluntarios Comas Nº 124, forma parte de la XXV Comandancia Departamental de Lima Norte del Cuerpo General de Bomberos Voluntarios del Perú. Fue fundada el 18 de septiembre de 1997, con Resolución Jefatural N.º 274-97 CGVBP de fecha 29 de agosto de 1997, gracias a los denodados esfuerzos del Comité Organizador Pro Compañía de Bomberos, reconocido por Resolución Jefatural N.º 0057-80 del 2 de julio de 1980 y presidido por el Sr. José Rossel Anaya. Quienes, en conjunto con la Municipalidad Distrital de Comas y vecinos comprometidos, construyeron el cuartel, siendo alcalde el Sr. Julio Saldaña Grandez. Actualmente, el cuartel está ubicado en el jirón M. Aranguri N.° 699 de la urbanización Santa Luzmila 2.ª etapa, desde donde cubre los servicios de lucha contra incendios, rescates, emergencias médicas e incidentes con materiales peligrosos. Además, cuenta con personal bombero profesional en guardias diurnas y nocturnas en permanente alerta. Asimismo, están predispuestos a salir a la ayuda del ciudadano las 24 horas del día, con unidades especializadas para la respuesta efectiva de estos siniestros no solamente en el distrito, sino también en apoyo a otros distritos de Lima Metropolitana. Desde 2023, su jefatura está compuesta por el primer Jefe Brigadier CBP Wilmer E. Enrique Ramos y el Segundo Jefe, el Capitán CBP Niels Inga Marthans.

## Salud
Comas cuenta con los siguientes centros que brindan servicios de salud:
| Denominación              | Nombre |
| ------------------------- | --- |
| Centros de Salud          | Año nuevo, Collique Zona III, Laura Rodríguez Dulanto Duksil, Gustavo Lanatta, Sangarará, Clorinda Málaga, Santiago Apóstol, Comas, Carlos Phillips, Húsares de Junín, Carlos A. Protzel, Carmen alto |
| Puestos de Salud (Postas) | Señor de los Milagros, Milagros de Jesús, San Carlos, Los Geranios, 11 de Julio, Primavera, Nueva Esperanza, La Pascana, Santa Luzmila II                                                             |
| Hospitales                | De la Solidaridad y Nivel I Marino Molina Scippa y Hospital Nacional Sergio E. Bernales |

## Vías principales
El distrito de Comas cuenta con varias vías de entrada. Asimismo, está conectado con el resto de Lima Metropolitana por varias avenidas.
| Tipo       | Identificador                   | Denominación           | Itinerario |
| ---------- | ------------------------------- | ---------------------- | --- |
| Carreteras | Ruta nacional PE-1              | Carretera Panamericana | Desde Ancón hasta Pucusana. |
| Carreteras | Ruta PE-20A (Carretera a Canta) | Avenida Tupac Amaru    | Carabayllo, Comas, Independencia, San Martín de Porres y Rímac.                                                                                    |
| Autopista  | Autopista de Lima Metropolitana | Chillón -Trapiche      | Intercepta con la carretera Panamericana Norte, las avenidas Separadora Industrial, Micaela Bastidas, Los Incas, San Felipe e Isabel Chimpu Ocllo. |
| Avenidas   | Avenida de Lima Metropolitana   | Avenida Universitaria  | San Miguel, Pueblo Libre, Lima, San Martín de Porres, Los Olivos, Comas y Carabayllo.                                                              |
| Avenidas   | Avenidas de Comas               | Retablo                | Intercepta las avenidas: Los Ángeles, Víctor Andrés Belaunde, Micaela Bastidas, Jamaica y Los Incas.                                               |
| Avenidas   | Avenidas de Comas               | Víctor Andrés Belaunde | Intercepta las avenidas: El Retablo, Universitaria y Túpac Amaru.                                                                                  |
| Avenidas   | Avenidas de Comas               | Revolución             | Intercepta las avenidas: Tupac Amaru y Villarreal.                                                                                                 |
| Avenidas   | Avenidas de Comas               | San Felipe             | Intercepta las avenidas: Túpac Amaru, Universitaria y Trapiche.                                                                                    |
| Avenidas   | Avenidas de Comas               | Micaela Bastidas       | Intercepta las avenidas: Túpac Amaru, Universitaria y Trapiche.                                                                                    |
| Avenidas   | Avenidas de Comas               | Los Incas              | Intercepta las avenidas: Túpac Amaru, Universitaria y Trapiche.                                                                                    |
| Avenidas   | Avenidas de Comas               | Metropolitana          | Intercepta las avenidas: Túpac Amaru, Universitaria, Los Ángeles, 22 de Agosto, Guillermo de la Fuente y Trapiche.                                 |

## Atractivos turísticos
La plaza principal de Comas se ubica a la altura del kilómetro 11 de la avenida Túpac Amaru en el P.J. La Libertad, que es la capital de este distrito por su antigüedad. En 2009, fue inaugurado el Centro Cívico de Comas en la parte baja del distrito.
En este distrito se localizaba la única Escuela de Aviación Civil del Perú, donde funcionaba la Base aérea de Collique, que desde 2010 está en disputa por ser eliminado para la construcción de viviendas.
El principal y más conocido centro de recreación es el Club Metropolitano Sinchi Roca. Otro relativamente conocido es el Parque Manhattan ubicado en la urbanización San Felipe. El cual posee una área de más de 24,000 m², siendo mayormente utilizado por la comunidad de Comas y Carabayllo. Además del gran acuario Nautilus y variados clubes campestres, canchas sintéticas que se sitúan en toda la carretera Chillón - Trapiche (Héroes del Alto Cenepa), siendo estos los más visitados por las personas del distrito y también de distritos aledaños.
El distrito, que empezó con mercadillos como zonas comerciales, actualmente cuenta con centros comerciales modernos como el Mallplaza Comas, donde posee diversos restaurantes, tiendas por departamentos, un parque de diversiones, un gimnasio y una cadena de cines Cinemark. Asimismo, alberga zonas comerciales conocidas como La Pascana y Pro donde se ubican franquicias internacionales, salas de cine, homecenters, almacenes Ripley Max, y supermercados como Plaza Vea y Metro. Además, posee otro local en la urbanización El Retablo, conocida también por poseer un bulevar de discotecas. También en la zona de Trapiche, está el homecenter Maestro y el mayorista Makro.
Otro sitio de interés es el Museo de los Colli, único museo arqueológico dedicado a la histórica cultura Collique local de la zona de Comas.

## Religión
No existen datos exactos sobre las creencias o religiones de los ciudadanos que viven en Comas.
Existen varias religiones protestantes dentro ellas están: cristianos, Pentecostés, mormones y testigos de Jehová que han recobrado más fuerza en las últimas décadas debido a su actividad de preselitismo e invitación a través de la fe a unirse a sus filas congresales, cabe destacar que actualmente no existe un conteo poblacional de índice religiosa en el sector.
Muchos habitantes del distrito de Comas veneran al Señor de los Milagros, un icono religioso muy popular en Lima, y cuyas festividades se realizan el último sábado y domingo de octubre y el primer sábado y domingo de noviembre.
Asimismo, en Comas se realiza un vía crucis desde hace 49 años por el grupo Amistad y la presentación de la Vida, pasión y muerte de Jesús, a cargo de la Agrupación Teatral Vangeluz en Semana Santa. Esta representación se realiza en la capilla Cristo crucificado que está en la quinta zona de Belaunde, a la altura de la cuadra 21 cruce con Sierra Maestra - Parque 1.º de Mayo
Dentro de la división eclesiástica de la Iglesia católica del Perú, pertenece a la Diócesis de Carabayllo.

## Festividades
- Marzo - abril: Semana Santa.
- Agosto: Cruz de Motupe y Santa Rosa de Lima.
- Octubre: Señor de los Milagros de Comas km. 13 (recorre gran parte del distrito).
- Diciembre: aniversario del distrito.
- Diciembre: fiesta patronal de la Virgen de la Puerta, de la familia Alva